# Monique Velzeboer
Pour les articles homonymes, voir Velzeboer.
Monique Velzeboer, née le 18 octobre 1969 à Oud Ade, est une patineuse de vitesse sur piste courte néerlandaise devenue photographe après un accident qui la rend quadraplégique.

## Biographie
Elle commence le patinage de vitesse sur piste courte en 1985. En 1988, elle forme un couple avec Wilf O'Reilly, qui s'entraîne aux Pays-Bas.
En décembre 1993, pendant sa préparation pour les jeux olympiques d'hiver de 1994, elle chute lors d'un entraînement à Font-Romeu-Odeillo-Via. L'impact contre la rambarde de la patinoire lui brise la nuque et les deux poignets. Paralysée, elle doit passer près d'un an à l'hôpital et devient quadraplégique.
Après sa rééducation, elle suit une formation en photographie et devient photographe indépendante.

## Palmarès

### Olympique
- 1988 :  500 mètres,  1 500 mètres,  1 000 mètres
- 1992 : 4e au 500 mètres